# شانغ يي
شانغ يي (بالصينية: 商毅) هو لاعب كرة قدم صيني في مركز الوسط، ولد في 20 يناير 1979 في تيانجين في الصين. شارك مع منتخب الصين لكرة القدم. أما مع النوادي، فقد لعب مع نادي بكين سينوبو غوان ونادي خيريث.

## وصلات خارجية
- شانغ يي على موقع قاعدة بيانات كرة القدم.إي يو (الإنجليزية)
- شانغ يي على موقع ناشيونال فوتبول تيمز (الإنجليزية)